# 库唐斯
库唐斯（法語：Coutances，法語：[kutɑ̃s] ⓘ），法国西北部城市，诺曼底大区芒什省的一个市镇，同时也是该省的一个副省会，下辖库唐斯区，其市镇面积为12.51平方公里，2022年1月1日时人口数量为8,372人，在法国城市中排名第1,219位。
库唐斯位于芒什省中西部，是一个区域性的中心城市，也是法国艺术与历史之城，其建城史超过两千年，并在芒什省建成初期以及1944至1953年间为该省的省会。

## 地名来源
“库唐斯”一名最初以的形式出现于波伊廷格地图上，中世纪历史学家奥德里克·维塔利斯曾推断该名称来源于古罗马皇帝君士坦提烏斯一世。

## 历史

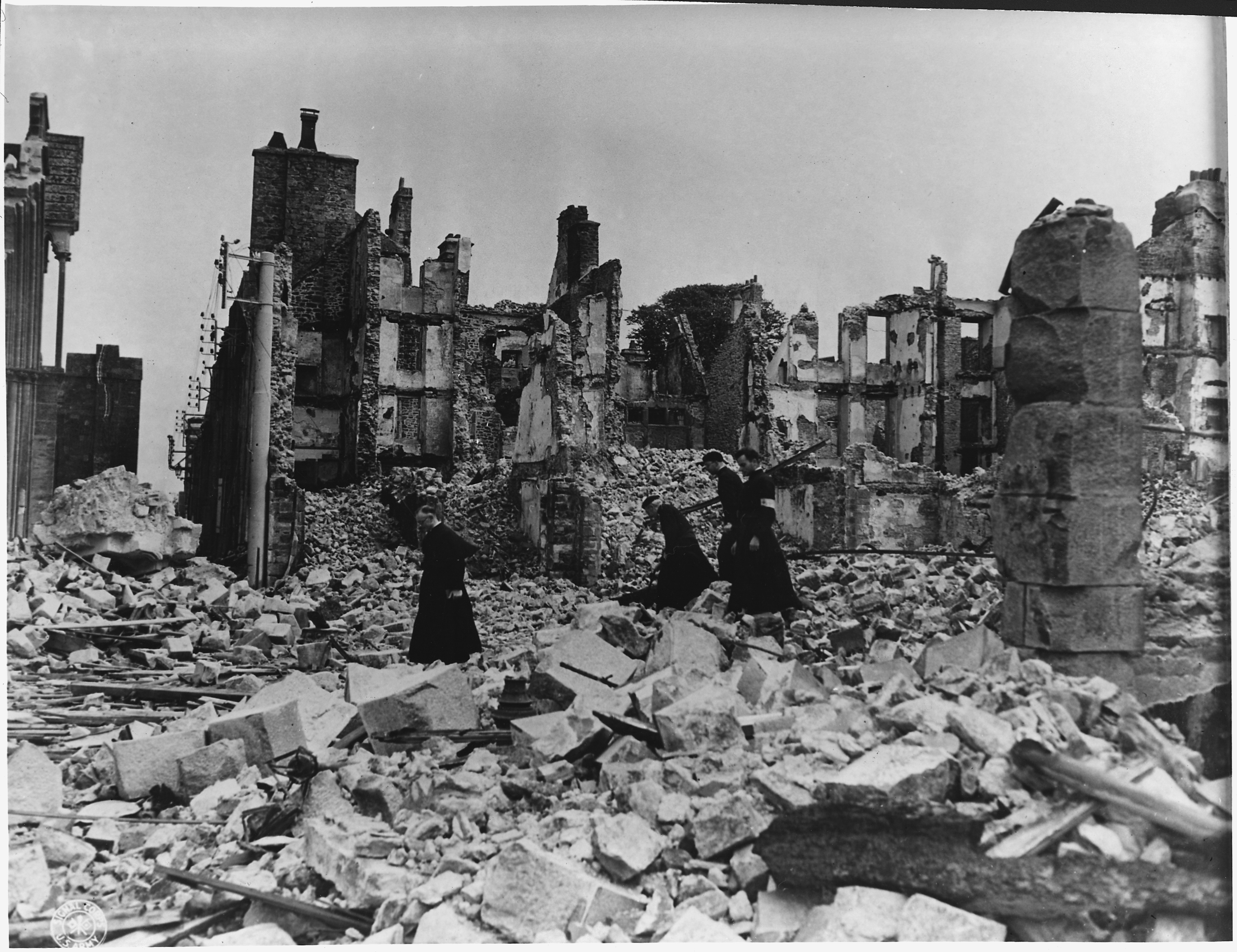
二战期间被炸毁的库唐斯

库唐斯在古典时期就已形成城镇，彼时为高卢人的一支——于内尔人的都城。罗马人入侵后，一条道路由此通过，并将库唐斯设为一个天主教教区，圣埃尔普蒂奥尔成为首任主教。中世纪时，维京人入侵库唐斯所在的诺曼底地区并建立公国，彼时，库唐斯已成为这一地区的商业集镇，“圣米歇尔大集市”（foire de la Saint-Michel）为当地带来了重要财富。13世纪后，诺曼底公国被并入法兰西。1355年，根据《瓦洛涅条约》，库唐斯成为纳瓦拉王国的一处子爵国。中世纪末的宗教战争对库唐斯造成了一定的影响。法国大革命后，库唐斯成为芒什省的一个市镇及省会，1796年芒什省政府迁至圣洛。工业革命期间，连接库唐斯的利松－朗巴勒铁路建成运营。二战时期，库唐斯所在的芒什省在联军诺曼底登陆期间遭到猛烈轰炸，其省会圣洛97%的建筑物被损毁，库唐斯也遭到破坏，当地约300人遇难。战后，芒什省政府临时迁至库唐斯，直到1953年才重新迁回圣洛。

## 地理

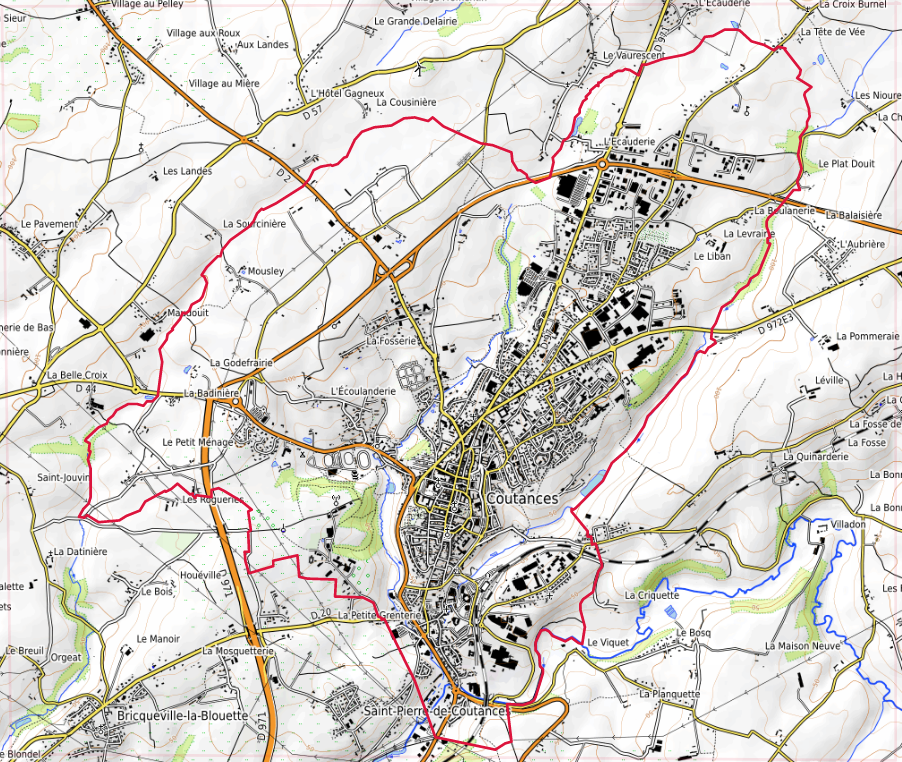
库唐斯市镇范围地图

库唐斯位于法国西北部，诺曼底大区西部和芒什省中西部，距离省会圣洛大约30公里。与库唐斯接壤的市镇包括：蒙蒂雄、布里克维尔-拉布卢埃特、康贝农、库尔西、格拉托、尼科尔、圣皮埃尔德库唐斯。

### 地形
库唐斯位于科唐坦半岛丘陵西部，境内以浅丘为主，市中心位于一处地势平坦的台面上，四周地势相对较低，全境海拔在12到150米之间。

### 水文
苏勒河自东向西流经境内南部，该河独立入海。

### 植被
库唐斯属于温带落叶林区，库唐斯植物花园（Jardin des Plantes de Coutances）是当地重要的城市绿地，此外市中心四周的坡地上亦有大量树林分布。

### 气候
库唐斯在柯本气候分类法中属于较为典型的温带海洋性气候。
库唐斯境内设有气象站，以下为该气象站的数据（其中日照数据取自圣马洛）：
| 库唐斯1981年－2019年 | 库唐斯1981年－2019年 | 库唐斯1981年－2019年 | 库唐斯1981年－2019年 | 库唐斯1981年－2019年 | 库唐斯1981年－2019年 | 库唐斯1981年－2019年 | 库唐斯1981年－2019年 | 库唐斯1981年－2019年 | 库唐斯1981年－2019年 | 库唐斯1981年－2019年 | 库唐斯1981年－2019年 | 库唐斯1981年－2019年 | 库唐斯1981年－2019年 |
| 月份                 | 1月                  | 2月                  | 3月                  | 4月                  | 5月                  | 6月                  | 7月                  | 8月                  | 9月                  | 10月                 | 11月                 | 12月                 | 全年                 |
| -------------------- | -------------------- | -------------------- | -------------------- | -------------------- | -------------------- | -------------------- | -------------------- | -------------------- | -------------------- | -------------------- | -------------------- | -------------------- | -------------------- |
| 历史最高温 °C（°F）  | 15.5 (59.9)          | 19.4 (66.9)          | 23 (73)              | 26.9 (80.4)          | 30.5 (86.9)          | 34 (93)              | 35.2 (95.4)          | 38.9 (102.0)         | 31.5 (88.7)          | 28.5 (83.3)          | 21.9 (71.4)          | 16.6 (61.9)          | 38.9 (102.0)         |
| 平均高温 °C（°F）    | 8.4 (47.1)           | 8.9 (48.0)           | 11.5 (52.7)          | 13.7 (56.7)          | 17.3 (63.1)          | 20.1 (68.2)          | 22 (72)              | 22.1 (71.8)          | 19.9 (67.8)          | 16.1 (61.0)          | 11.9 (53.4)          | 8.9 (48.0)           | 15.1 (59.2)          |
| 日均气温 °C（°F）    | 5.5 (41.9)           | 5.7 (42.3)           | 7.8 (46.0)           | 9.6 (49.3)           | 12.9 (55.2)          | 15.5 (59.9)          | 17.5 (63.5)          | 17.5 (63.5)          | 15.4 (59.7)          | 12.4 (54.3)          | 8.7 (47.7)           | 6 (43)               | 11.2 (52.2)          |
| 平均低温 °C（°F）    | 2.6 (36.7)           | 2.4 (36.3)           | 4.1 (39.4)           | 5.5 (41.9)           | 8.5 (47.3)           | 11 (52)              | 13.1 (55.6)          | 12.9 (55.2)          | 10.9 (51.6)          | 8.6 (47.5)           | 5.4 (41.7)           | 3.1 (37.6)           | 7.3 (45.1)           |
| 历史最低温 °C（°F）  | −14.4 (6.1)          | −13 (9)              | −5.4 (22.3)          | −2.5 (27.5)          | −1 (30)              | 2.7 (36.9)           | 4.6 (40.3)           | 3.9 (39.0)           | 0.5 (32.9)           | −2.8 (27.0)          | −5.5 (22.1)          | −7.1 (19.2)          | −14.4 (6.1)          |
| 平均降水量 mm（）    | 105 (4.1)            | 82.6 (3.25)          | 79.8 (3.14)          | 71.3 (2.81)          | 69.2 (2.72)          | 67.1 (2.64)          | 68.4 (2.69)          | 70.2 (2.76)          | 86.9 (3.42)          | 118.6 (4.67)         | 115.8 (4.56)         | 126.3 (4.97)         | 1,061.2 (41.78)      |
| 月均日照時數         | 69.5                 | 84.3                 | 127.5                | 164.1                | 188.4                | 206.4                | 206.4                | 198.6                | 167.1                | 112.6                | 77.8                 | 64                   | 1,666.7              |
| 来源：infoclimat.fr  |                      |                      |                      |                      |                      |                      |                      |                      |                      |                      |                      |                      |                      |

## 行政区划
库唐斯是法国诺曼底大区芒什省的一个市镇，编号为50147，它也是芒什省的一个副省会。库唐斯下辖库唐斯区，隶属于芒什省第三选区，管理库唐斯县，同时也是库唐斯市镇公共社区的办公驻地。
自2020年起，法国国家统计与经济研究所（简称）在进行数据统计时，将包括库唐斯在内的周边共37个市镇划为库唐斯城市辐射区。同时，还将库唐斯市镇分为了4个“块区”（IRIS），以便于统计人口分布情况。

## 交通

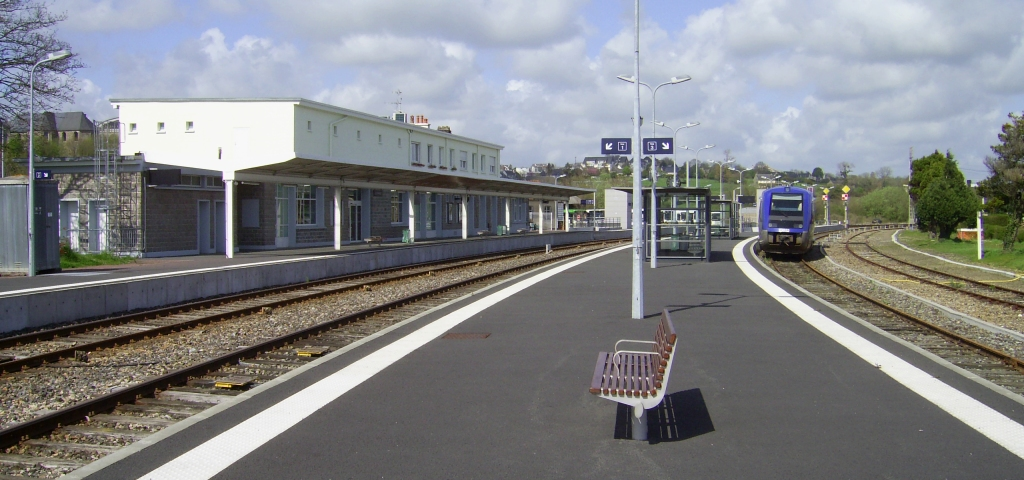
库唐斯火车站

### 公路
多条芒什省省道在库唐斯境内交汇，其中位于市区西部的D971线为快速过境通道。诺曼底大区下属的芒什省城际客运提供连接库唐斯和瓦洛涅之间的3号巴士。
2017年，67.1%的库唐斯家庭拥有至少一辆的私人汽车。2018年，库唐斯境内共发生各类交通事故8起，造成15人受伤。

### 铁路
库唐斯位于利松－朗巴勒铁路上。库唐斯站位于市区南部，停靠往返于卡昂和格朗维尔一线的区域列车，部分车次延伸至雷恩。
1909至1937年间，库唐斯还有一条地方铁路可连接莱赛。

### 航空
距离库唐斯最近的民用航空站为卡昂机场，距离库唐斯市中心的公路里程约87公里。

### 城市公共交通
库唐斯城市公共交通（商业名称为）是当地的城市公共交通系统。截至2021年1月，该系统共包括1条公交线路，路网覆盖了库唐斯市区内的主要街道和居民区。

## 政治

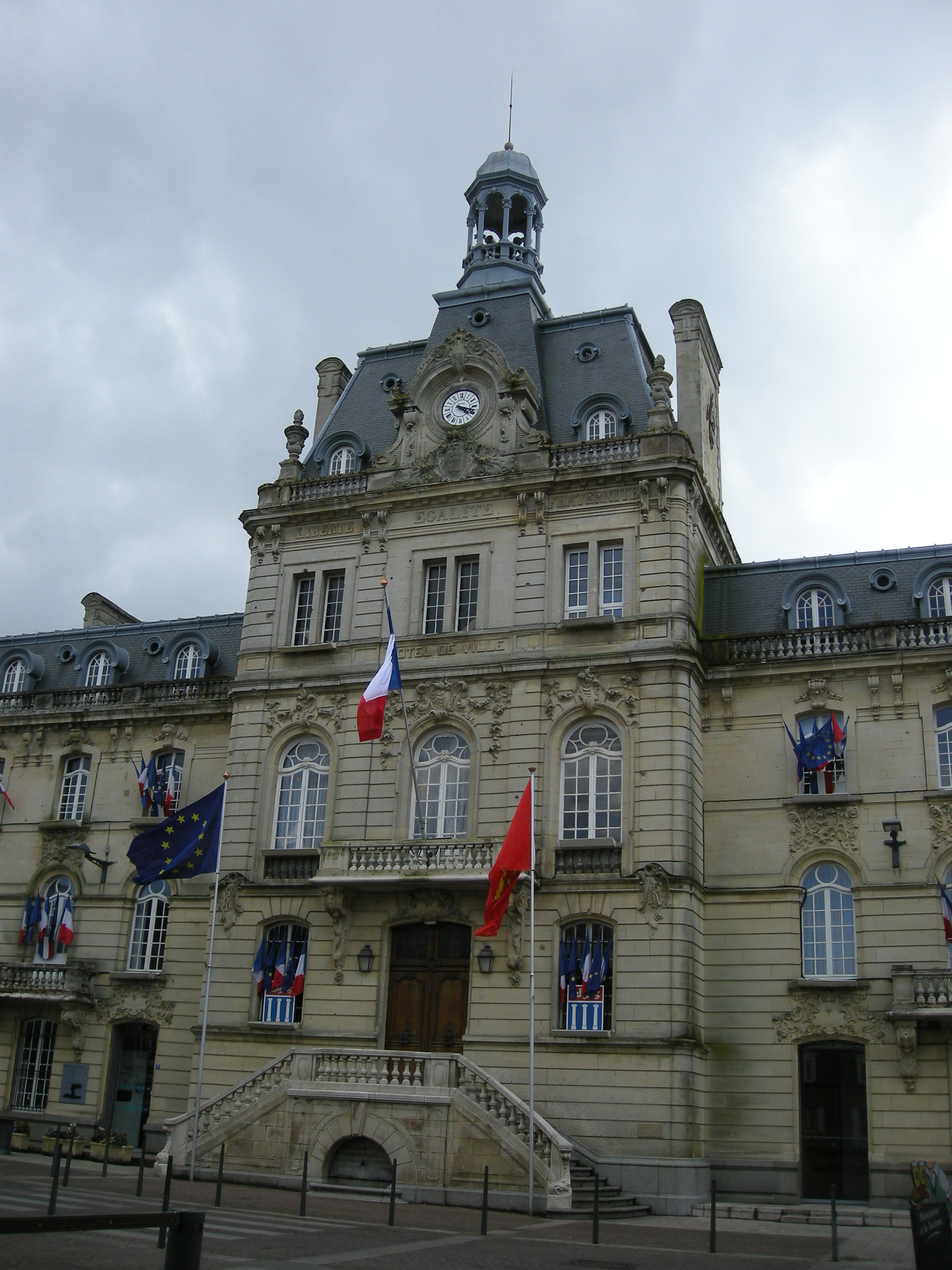
库唐斯市政厅

库唐斯的现任市长为让-多米尼克·布尔丹先生（Jean-Dominique Bourdin），他是一名中间派，在2020年的市政选举中获得了62.17%的支持率。
在2017年的法国总统大选中，法国第25任总统埃马纽埃尔·马克龙在库唐斯获得了75.75%的支持率。
| 库唐斯历届市长 |                    |                                            |
| 任期           | 市长               | 党派                                       |
| 1944年－1947年 | 埃德蒙·波佩尔      | 不详                                       |
| 1947年－1962年 | 马塞尔·埃利        | 無黨籍                                     |
| 1962年－1977年 | 埃尔韦·特鲁德      | 無黨籍                                     |
| 1977年－1986年 | 乔治·勒克莱尔      | DVD右翼无党派人士                          |
| 1986年－2001年 | 勒内·奥杜阿尔      | DVD右翼无党派人士                          |
| 2001年－2020年 | 伊夫·拉米          | RPR保衛共和聯盟 →UMP人民运动联盟 →LR共和黨 |
| 2020年－       | 让-多米尼克·布尔丹 | DVC混杂中间派                              |

## 人口
2017年，库唐斯市镇人口数量为8,501，在法国排名第1,219位。其中男性4,076人，女性4,425人，75岁及以上人口占11.6%，外籍人口数量为2,710人，人口密度为680人/平方公里，当地居民被称为（男性）或（女性）。2018年，库唐斯境内出生55人，死亡人口167人。
| 年份   | 1936  | 1946  | 1954  | 1962  | 1968  | 1975  | 1982  | 1990  | 1999  | 2004  | 2009  | 2014  | 2018  |
| ------ | ----- | ----- | ----- | ----- | ----- | ----- | ----- | ----- | ----- | ----- | ----- | ----- | ----- |
| 人口數 | 6,465 | 5,479 | 8,216 | 7,806 | 9,061 | 9,869 | 9,930 | 9,715 | 9,522 | 9,628 | 9,390 | 8,789 | 8,454 |

## 经济
库唐斯是一个区域性的中心城市，当地共有各类用人单位1,314家，平均历史为20年，其中97.86%为中小型企业（PME）。（暖通）、（电子器件）及（化工燃料）是当地2019年营业额最高的三个企业，分别为38,081,000欧元、28,180,248欧元和23,810,147欧元。

## 财政收入
2019年，库唐斯的财政收入总额为11,139,200欧元，财政支出总额为10,192,100欧元，当年的债务总额为1,144,440欧元。
2015年，库唐斯的人均月收入总额为2,034欧元，其中高级职员为3,894欧元，中级职员为2,319欧元，普通职员为1,714欧元。
2017年，库唐斯境内的青壮年（15至64岁）失业率为15.6%，当地41.4%的家庭拥有纳税资格。

## 社会事务

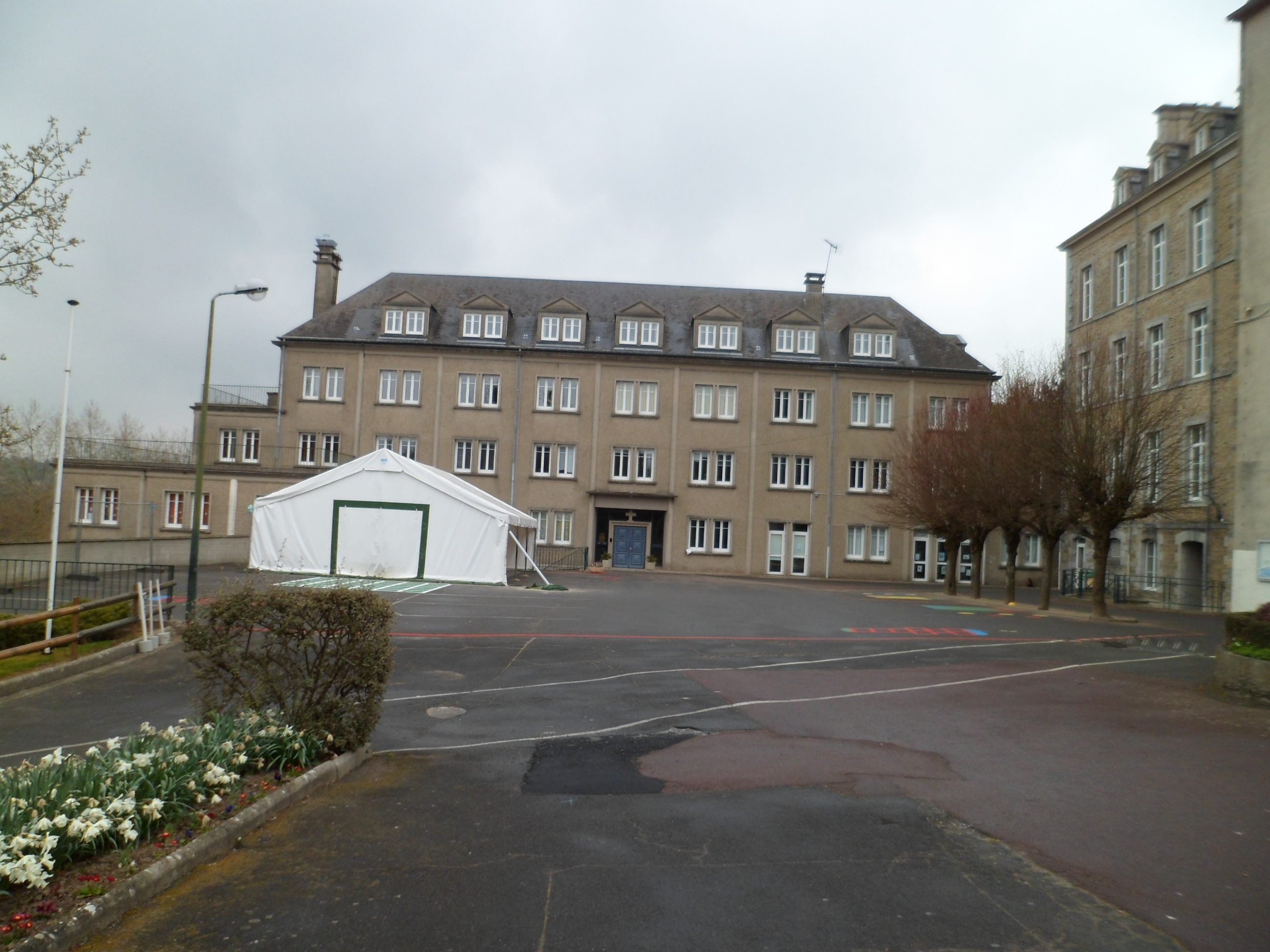
库唐斯境内的勒布朗高级中学

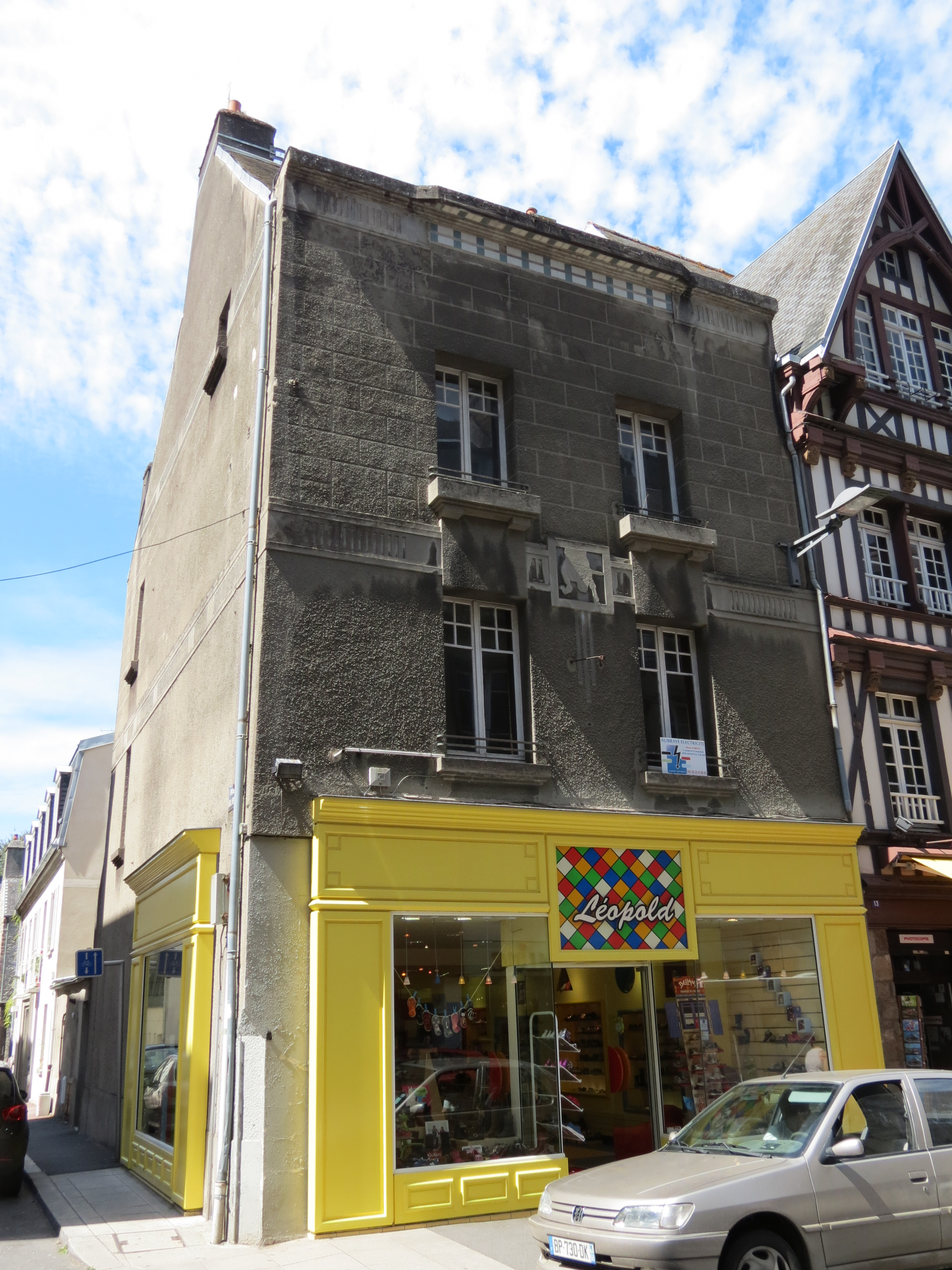
库唐斯市中心的一处民居

### 教育
库唐斯属于{诺曼底学区。截止2019年1月1日，库唐斯境内共有6所小学、2所初级中学、2所普通高中、2所农业高中和1所职业高中。2018至2019学年度，库唐斯境内共有在校中等教育阶段学生2,103名。

### 医疗
截止2019年1月1日，库唐斯境内共有全科医生12名、保健师17名、牙医12名、护士9名、耳科医生1名、眼科医生1名、皮肤科医生2名、助产士2名和妇科医生3名。境内共有药房5家、养老院5家、残疾人帮扶中心4家。
库唐斯中心医院（Centre Hospitalier de Coutances）是法国的一个区域性医疗机构，其主病区位于库唐斯市区，设有床位418个，是当地规模最大的公立综合性医院。

### 住房
2017年，库唐斯境内共有各类住房4,895套，其中48.9%为独立式居民区，50.4%为集中式居民区。常住房屋占库唐斯市镇范围内居民建筑总量的85%。

### 商业
2019年，库唐斯境内共有各类实体商铺317家，其中餐厅40家、大型超市9家、杂货店2家、面包房12家、肉铺7家、书店4家、装饰品店1家、银行门店11家、美容美发店22家、汽车维修店14家。市区北部建有大型开放式商业街区。

### 体育
2019年，库唐斯境内共有1家游泳池、6间体育馆、1座综合体育场、8处网球场、3处足球或橄榄球场以及2处篮球或排球场。
库唐斯前进体育俱乐部（ES Coutançaise）是当地的一支足球队，2020至2021赛季参加诺曼底大区足球联赛。

### 环境
库唐斯的环境事务由其所属的公共社区负责。2019年，库唐斯境内共有1家污染企业。

### 治安
2019年，库唐斯市镇范围内共有1处派出所和1处宪兵队。
2014年，库唐斯及附近地区共发生各类案件665起，其中盗窃类案件368起，经济类案件63起，毒品交易类案件104起。

## 文化
2019年，库唐斯境内共有1家剧场、1家电影院和1家博物馆。库唐斯市政府提供多媒体中心，向公众全年开放。

### 建筑
库唐斯境内有多处法国国家文物保护单位，其中库唐斯主教座堂、圣尼古拉教堂等为当地的代表性建筑物。

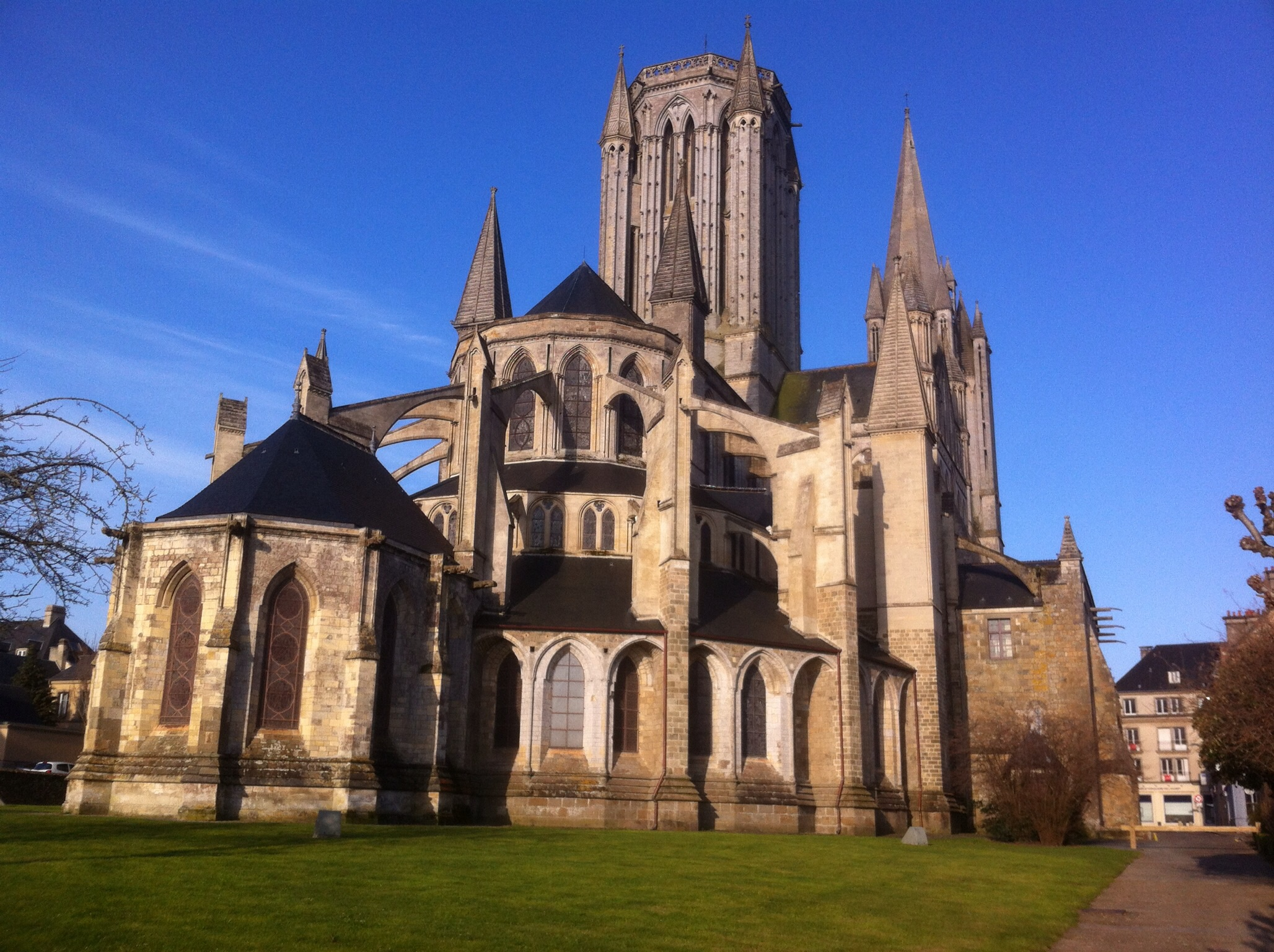
库唐斯主教座堂
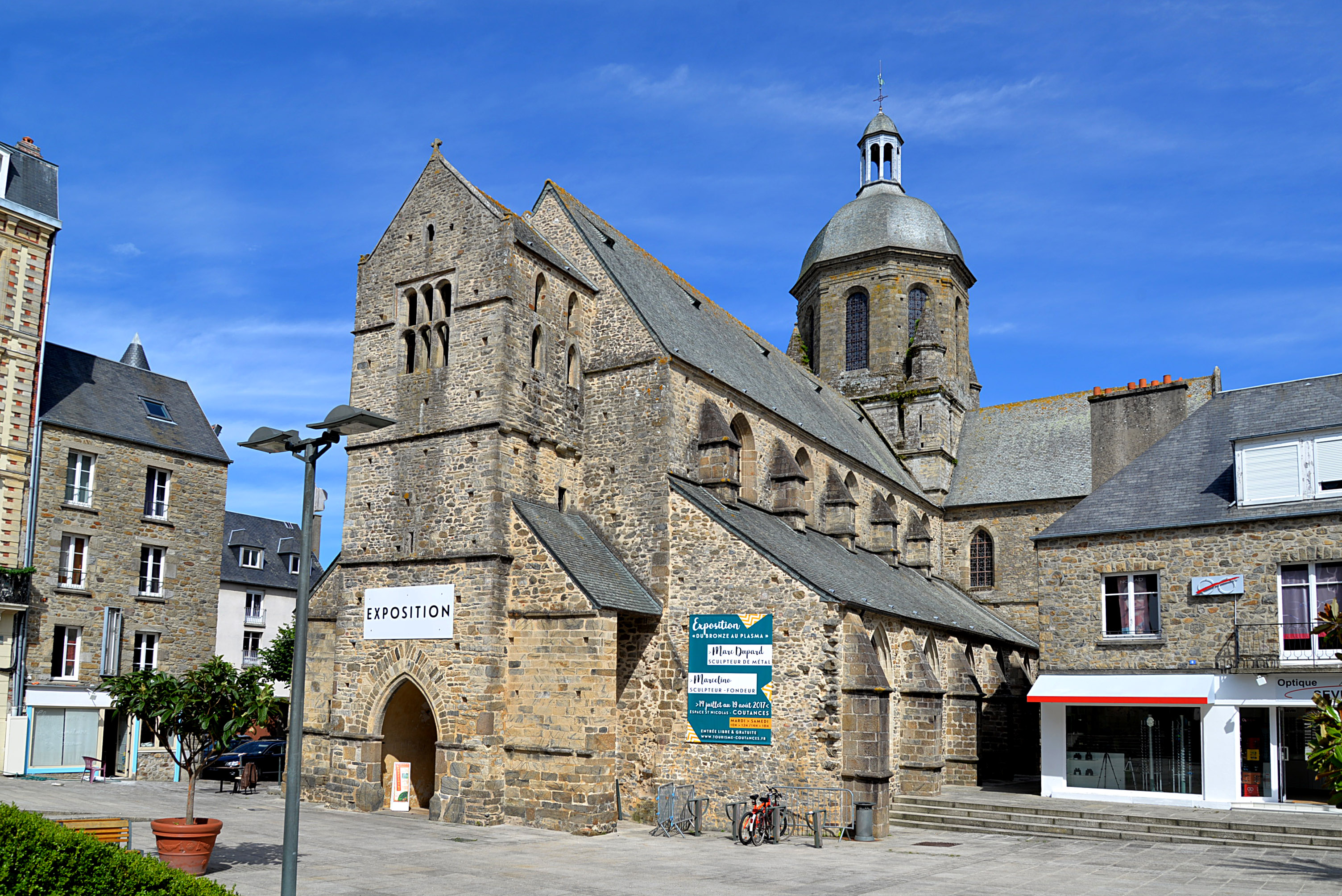
圣尼古拉教堂（法语：Église Saint-Nicolas de Coutances）
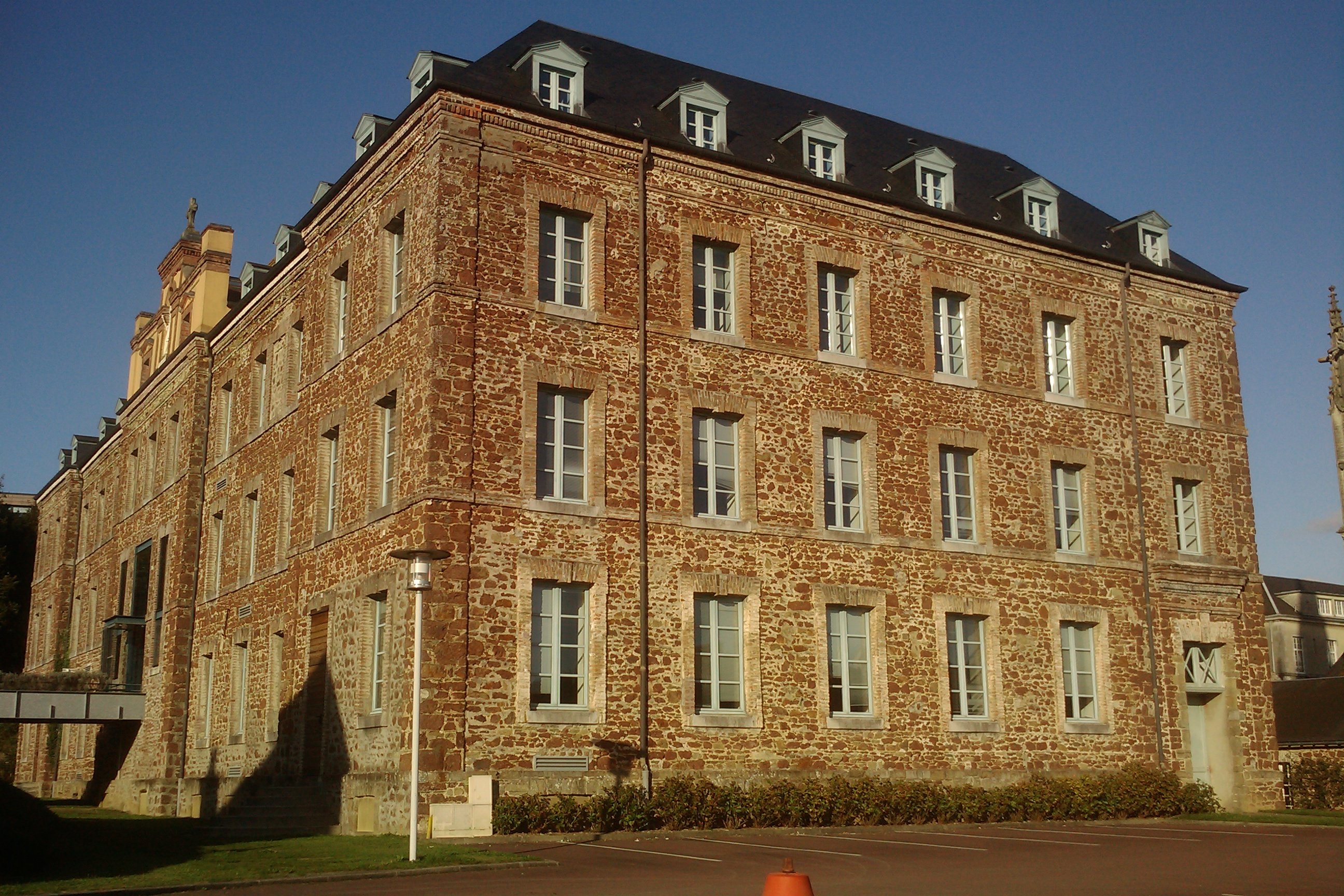
欧居斯坦教会旧址
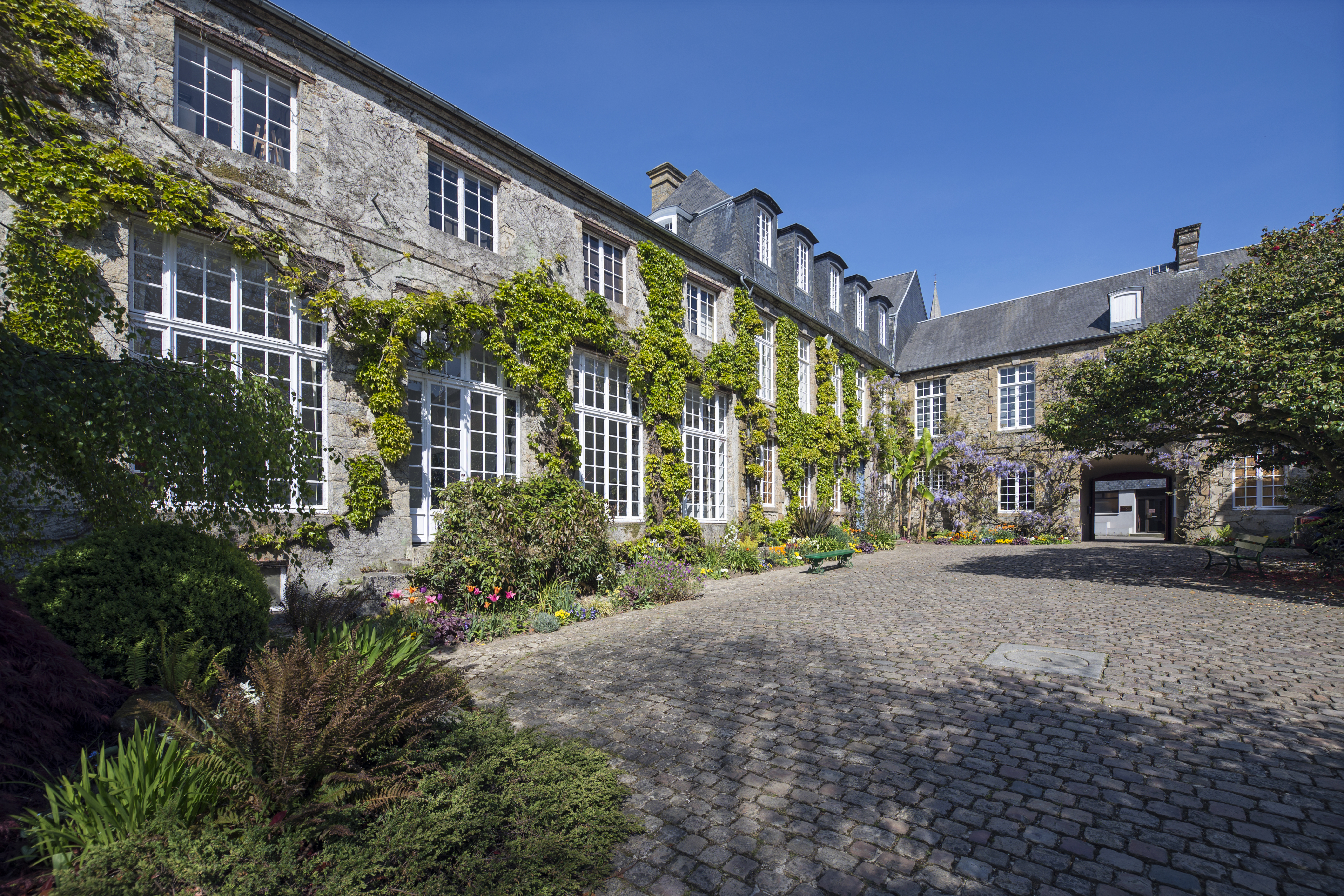
凯内尔·莫里尼埃博物馆
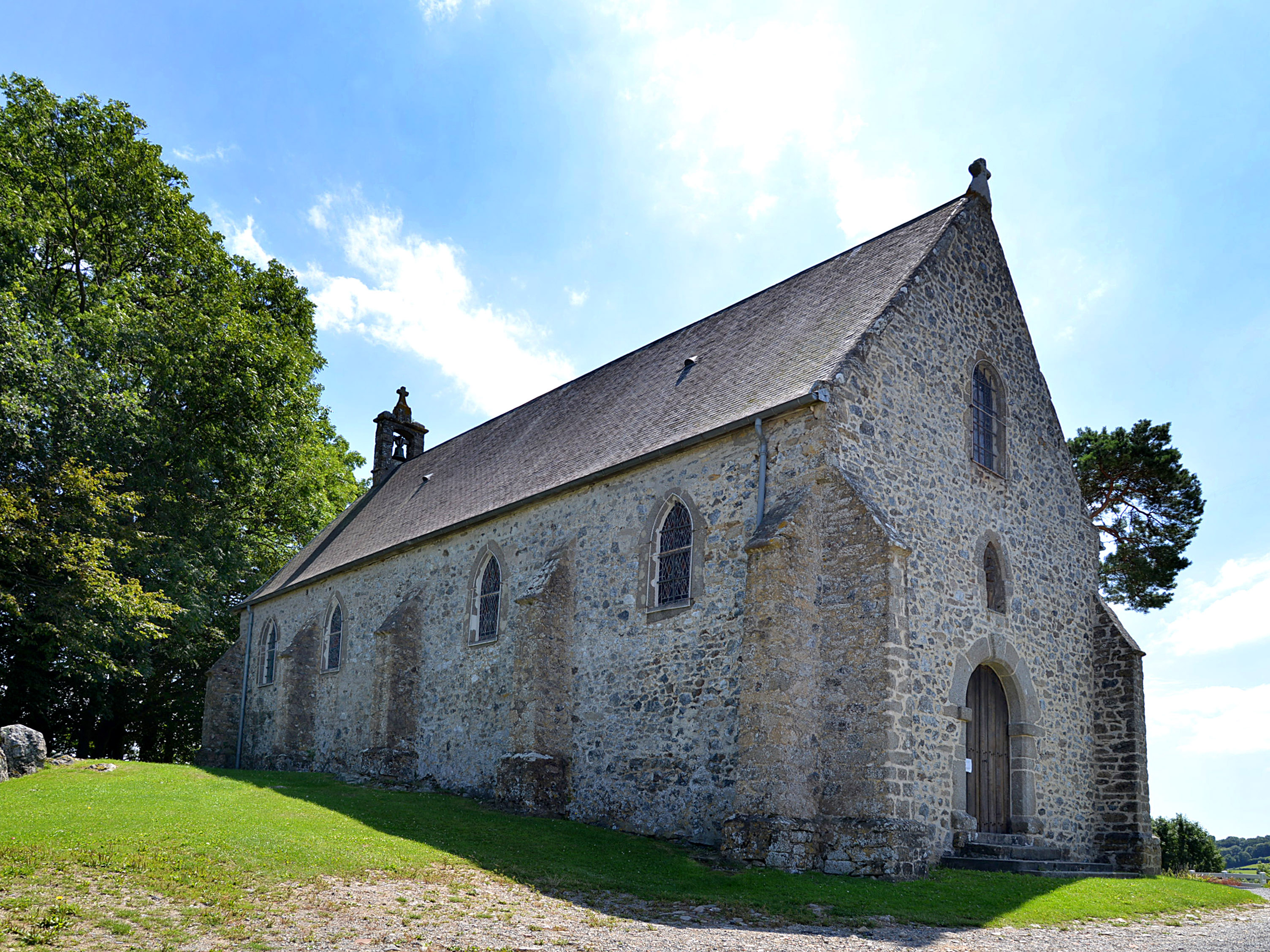
拉罗凯尔小教堂

### 旅游
库唐斯的旅游事务由其所属的公共社区负责。2020年，库唐斯境内共有4家宾馆共计159间房间；另有1个露营地，可容纳共83辆露营车。

### 媒体
法国主要的媒体均可在库唐斯接收，法国电视三台下属的诺曼底大区频道在部分时段播出库唐斯所属区域的地方新闻。

### 活动
库唐斯因当地每年夏季举办的苹果树下爵士音乐节而闻名。此外当地每年9月底及圣诞节前夕举办大型露天集市。
荷兰歌手迪克·安内哈恩曾为库唐斯创作有同名歌曲。

## 友好城市
截至2021年1月，库唐斯共与五座城市互为友好城市关系：
- 英格兰 伊爾克利
- 德国 奥克森富特
- 加拿大 拉波卡蒂耶尔（法语：La Pocatière）
- 澤西 圣旺（法语：Saint-Ouen (Jersey)）
- 義大利 特罗伊纳